# Miguel Fuentes Azpiroz
Miguel Ángel Fuentes Azpiroz, exfutbolista y expresidente de la Real Sociedad.
Nació el 6 de agosto de 1964. Miguel Fuentes es licenciado en Ciencias Empresariales. Fue jugador de la Real Sociedad desde 1987 hasta 2001 en el puesto de Lateral derecho, aunque en sus inicios con el Eibar jugaba como delantero. Ocupó el cargo de presidente de la entidad txuri-urdin de 2005 al 1 de junio de 2007, día en el que dimitió de su cargo.

## Trayectoria deportiva
- 1981- 1986 Real Sociedad B (Sanse)
- 1986- 1987 S.D. Eibar
- 1987- 2001 Real Sociedad

## Estadísticas de Primera
- 14 temporadas
- 439 partidos
- 7 goles

## Trayectoria internacional
Fue internacional con la selección de fútbol de Euskadi en una ocasión en el San Mamés el 22 de diciembre de 1995 ante Paraguay, partido que finalizó 1-1.

## Miguel Fuentes como presidente
Miguel Fuentes se presentó a las elecciones a la presidencia de la Real Sociedad como cabeza visible del proyecto DenonErreala, un conglomerado de pequeños accionistas. En estas elecciones se enfrentaba a la plataforma de Miguel Santos, empresario y presidente del Bruesa GBC, un equipo de baloncesto de la capital guipuzcoana.
Fuentes se hizo con el cargo con el apoyo de 31.297 votos, frente a los 20.392 de Miguel Santos, sucediendo a José Luis Astiazarán en el cargo y convirtiendo se así en el vigésimo sexto presidente de la historia de la Real Sociedad. 
Después de la exitosa 2002/2003 la Real Sociedad había estado cerca de las posiciones de descenso en varias temporadas. Se daba también una preocupante situación económica del club. El mermado presupuesto realista limitaba seriamente el aspecto de los fichajes. De los fichajes que se hicieron, muchos rindieron a un nivel bajo- Finalmente, en la temporada 2006/2007, la campaña realista acaba con el descenso de categoría a la Liga Adelante, sumiendo a la Real Sociedad en una profunda crisis institucional, deportiva y económica.
El 2 de junio de 2007, Miguel Fuentes declara que renuncia a su cargo, alegando "asuntos personales". Su sucesora en el cargo fue, María de la Peña, vicepresidenta del club guipuzcoano y primera presidenta de la historia.
- Datos: Q2462464